# John Adshead
John Adshead (Fleetwood, 1942. március 27. – ) angol labdarúgóedző.
Irányításával 1982-ben Új-Zéland kijutott története első világbajnokságára.

## Pályafutása
Angliában született. Pályafutása során az Exeter City csapatában játszott, de mindössze 22 évesen befejezte az aktív játékot. 1976-ban érkezett Új-Zélandra és a Manurewa csapatánál vállalt munkát edzőként. 1979 és 1982 között az új-zélandi válogatott szövetségi kapitánya volt és kivezette az együttest az 1982-es világbajnokságra, ahol Skóciától 5–2-re, a Szovjetuniótól 3–0-ra, Brazíliától 4–0-ra kaptak ki.
1989-ben ismét kinevezték a válogatott élére, de nem sikerült kijuttatnia a csapatot az 1990-es világbajnokságra.
A 2005–06-os szezonban az NZL Knights vezetőedzője volt. 
2013-ban a labdarúgásban végzett munkája elismeréseként kitüntették az Új-zélandi Érdemrend (New Zealand Order of Merit) medáljával.